# Andrzej Gawenda
Andrzej Gawenda (ur. 7 lipca 1972) – polski lekkoatleta (uprawiał skok o tyczce), wielokrotny medalista mistrzostw Polski, trener lekkiej atletyki.

## Życiorys
Absolwent Zespołu Szkół Sportowych nr 70 im. płk. Henryka Leliwy-Roycewicza w Warszawie. Ukończył warszawską Akademię Wychowania Fizycznego. Reprezentował jako zawodnik klub Orzeł Warszawa, podopieczny trenera Ludomira Nitkowskiego.

## Kariera sportowa
Przygodę ze sportem zaczął od uprawiania tenisa ziemnego. W wieku 12 lat zapisał się do szkoły sportowej o profilu lekkoatletycznym. Do skoku o tyczce namówił go trener Ludomir Nitkowski. Zdobywał medale mistrzostw Polski w różnych kategoriach wiekowych.
W 1991 wystąpił na mistrzostwach Europy juniorów, zajmując 7. miejsce, z wynikiem 5,00.
Na mistrzostwach Polski seniorów na otwartym stadionie zdobył trzy medale, w tym dwa srebrne w 1994 i 1995 oraz brązowy w 1991. Zdobył cztery medale na halowych mistrzostwach Polski; srebrny w 1997 oraz trzy brązowe w 1993, 1994 i w 1995.
Rekord życiowy: 5,30h (1994).

## Kariera trenerska
Pod koniec kariery zawodniczej trener klubowy sugerował mu, że powinien zostać trenerem. Jednak zajął się pracą trenerską dopiero po jego śmierci, po skończeniu studiów na AWF. Pracę trenerską rozpoczął w macierzystym klubie, a w 2011 przeniósł się do Skry Warszawa.  Wychowankowie: Sonia Grabowska, Magdalena Janicka (czterokrotna medalistka mistrzostw Polski jun.).
Jest trenerem II klasy LA i instruktorem tenisa ziemnego.